# Mausohrkolonien in den Haßbergen und im Itz-Baunach-Hügelland
Mausohrkolonien in den Haßbergen und im Itz-Baunach-Hügelland este o arie protejată (arie specială de conservare — SAC, sit de importanță comunitară — SCI) din Germania întinsă pe o suprafață de 0,03 ha, integral pe uscat.

## Localizare
Centrul sitului Mausohrkolonien in den Haßbergen und im Itz-Baunach-Hügelland este situat la coordonatele 50°11′18″N 10°27′33″E / 50.1883°N 10.4592°E.

## Înființare
Situl Mausohrkolonien in den Haßbergen und im Itz-Baunach-Hügelland a fost declarat sit de importanță comunitară în martie 2001 pentru a proteja 1 specie de animale. Situl a fost protejat și ca arie specială de conservare în aprilie 2016.

## Biodiversitate
Situată în ecoregiunea continentală, aria protejată nu include niciun habitat protejat.
La baza desemnării sitului se află o specie protejată de  mamifere: liliac comun (Myotis myotis).